# Koziczyn (Cybinka)
Koziczyn (deutsch Steinbockwerk) ist eine Siedlung in der polnischen Woiwodschaft Lebus und gehört zur Gemeinde Cybinka (deutsch Ziebingen) im Powiat Słubicki.

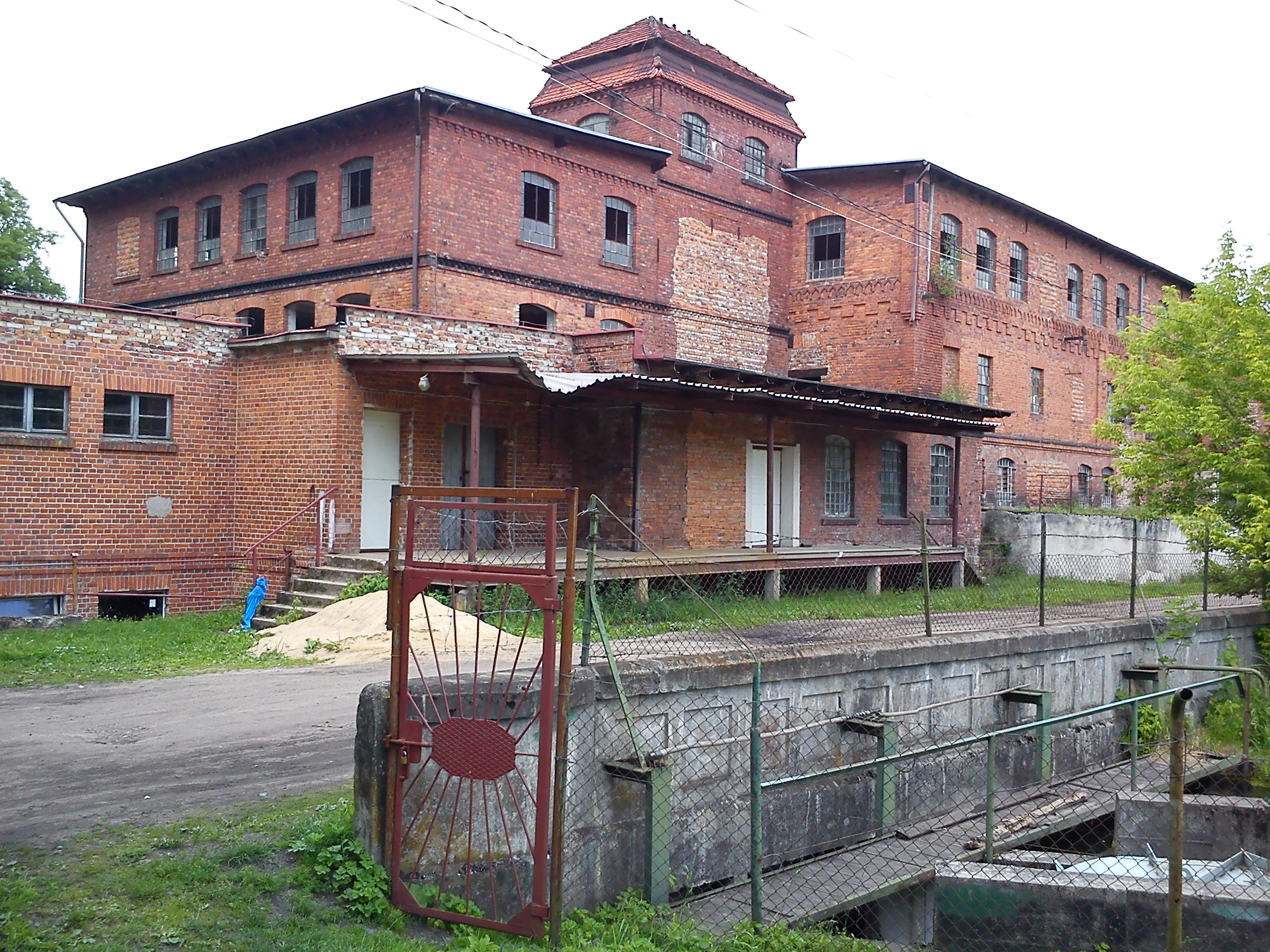
Reste der ehemaligen Zellulosefabrik (2012)

## Geschichte
Bis 1945 gehörte die 250 Einwohner große Siedlung zu Brandenburg, danach wurde es, da es 10 Kilometer östlich der Oder liegt, unter polnische Verwaltung gestellt. Bis 1998 war Koziczyn eine Ortslage in der Woiwodschaft Zielona Góra.
Zwischen dem frühen 19. Jahrhundert und dem Jahr 1945 gab es hier an der Pleiske (polnisch Pliszka) eine Zellstofffabrik. Teile der historischen Anlage und die Villa des deutschen Fabrikbesitzers Paul Steinbock (aus Frankfurt (Oder), Halbe Stadt 15) sind bis heute als Ruinen erhalten und seit einigen Jahren denkmalgeschützt.
Bis 1858 gab es eine Papiermühle mit Wasserrad. 1861 wurde dann die „Offene Handelsgesellschaft Paul Steinbock, Papier- u. Zellulosefabrik A.-G.“ gegründet. 1914 erhielt die Fabrik eine neue Dampfmaschine aus Esslingen. In der Fabrik waren 1938 etwa 500 Mitarbeiter beschäftigt. Die Produktion umfasste etwa 50 Tonnen Papier und 35 Tonnen Zellstoff pro Tag.
Die neue Zellulosefabrik wurde mit Braunkohle betrieben. 1899 wurde eine Straße und 1907 die Strecke der Weststernberger Kreiskleinbahn über Steinbockwerk eröffnet.
Ab 1945 gehörte das Gelände einem polnischen staatlichen Getreidebetrieb, heute ist es privat. Vor der Ruine der ehemaligen Fabrikantenvilla existiert eine Kanu- und Kajak-Station.

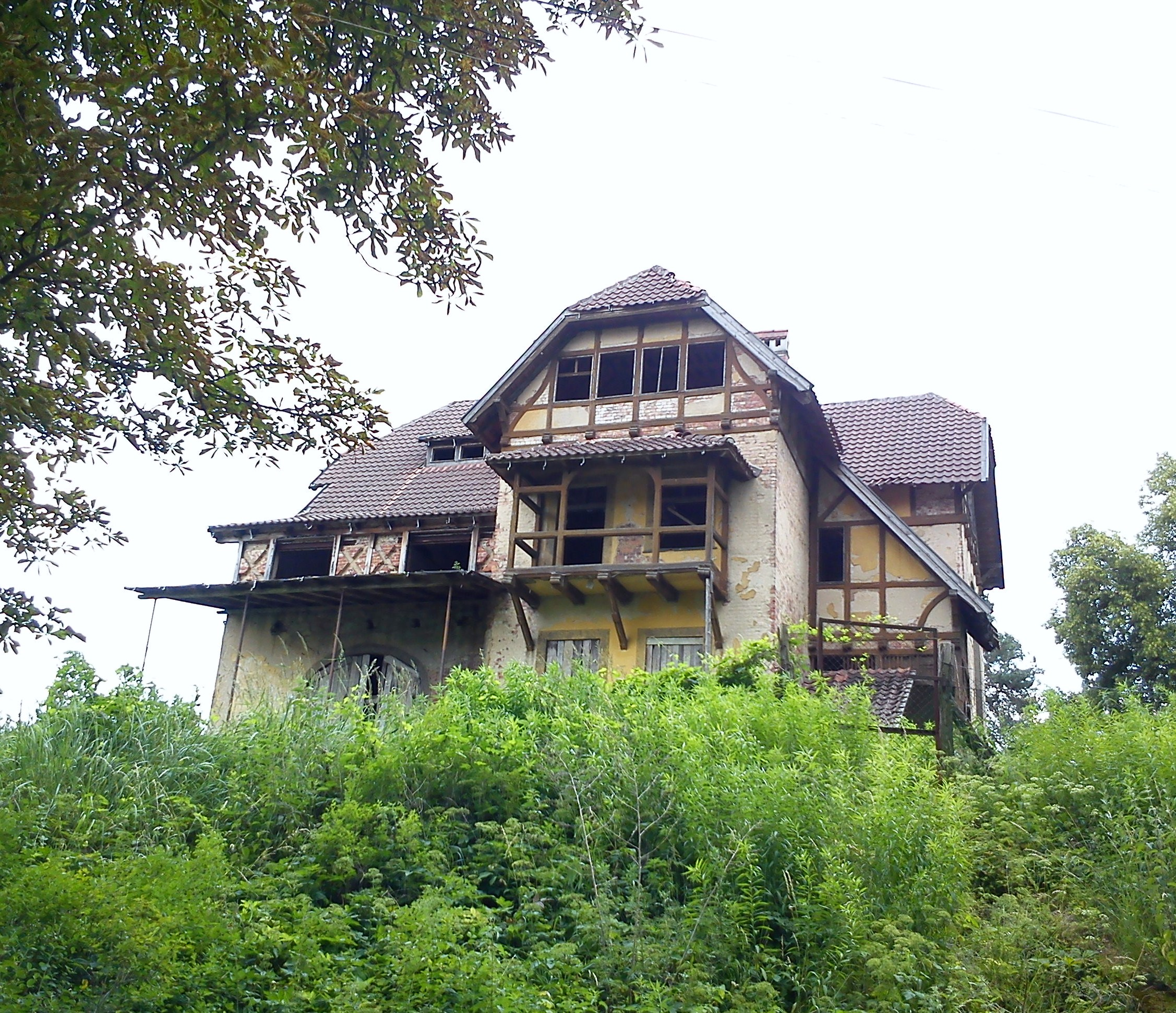
Ehemalige Fabrikantenvilla (2012)

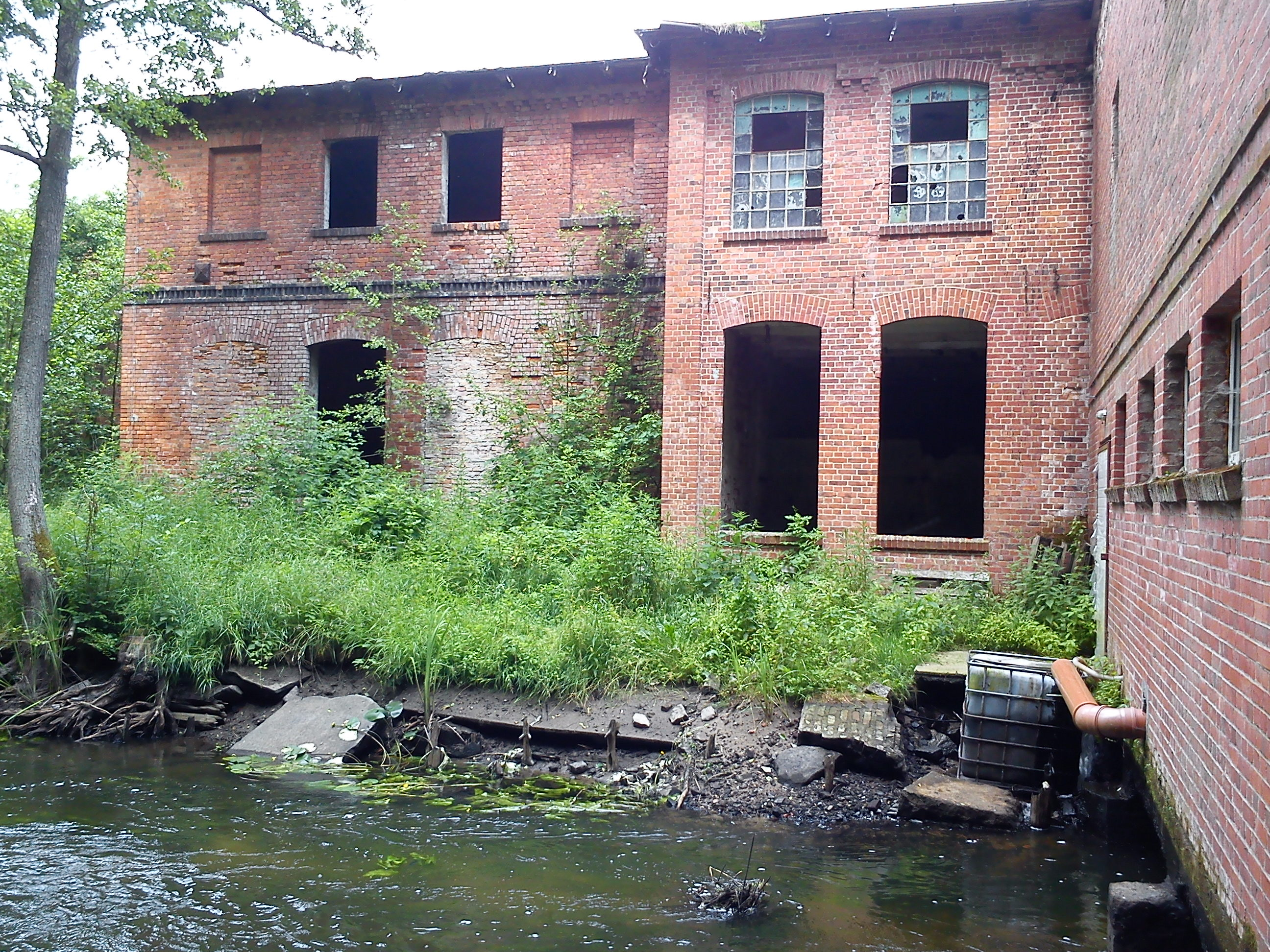
Ruinen der Zellulosefabrik (2012)

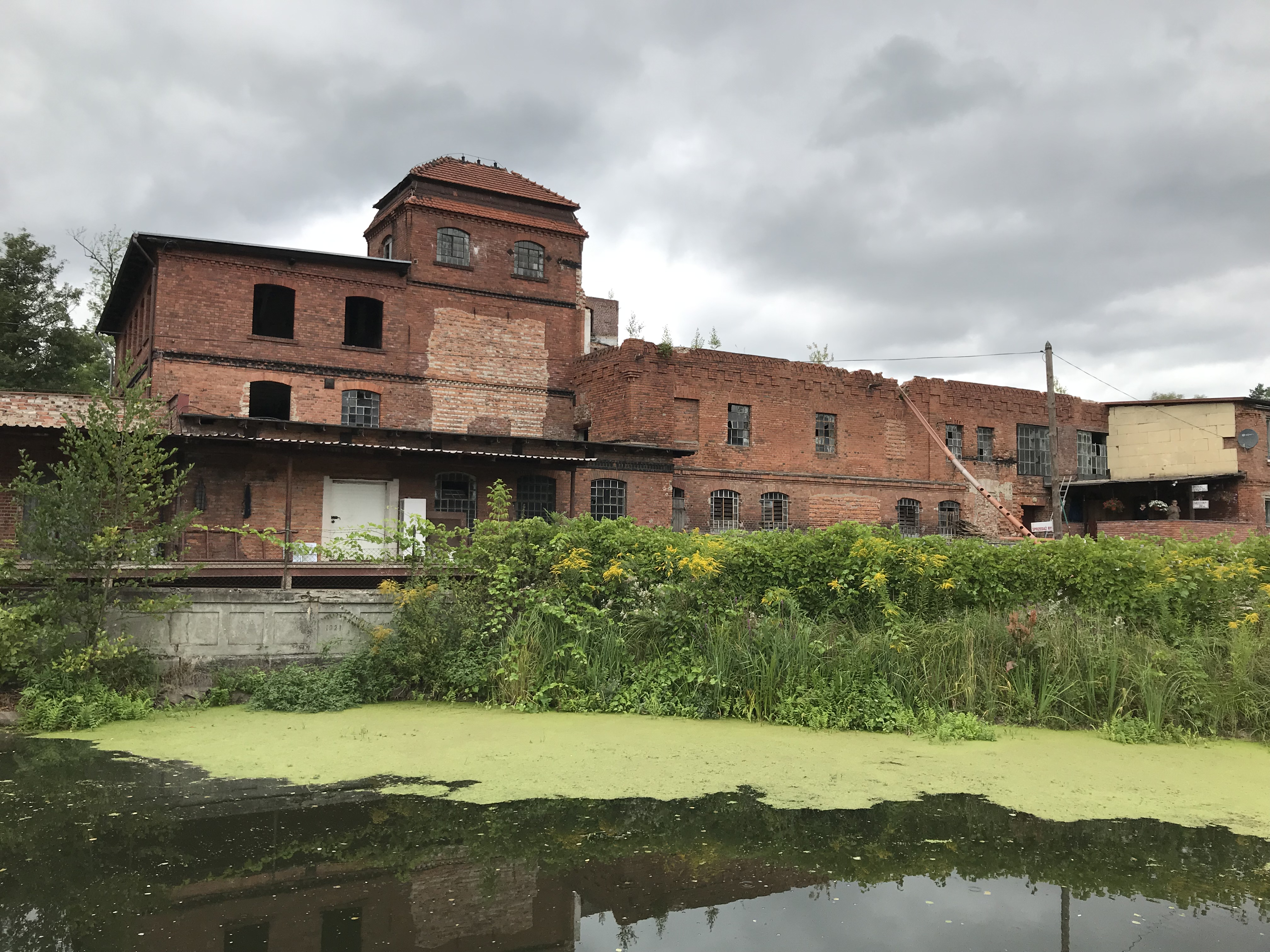
Ruinen der Zellulosefabrik (2019)